# Ceratostema megalobum
Ceratostema megalobum är en ljungväxtart som beskrevs av J. L. Luteyn. Ceratostema megalobum ingår i släktet Ceratostema och familjen ljungväxter. Inga underarter finns listade i Catalogue of Life.